# Strigocossus cretacea
Strigocossus cretacea is een vlinder uit de familie houtboorders (Cossidae). De wetenschappelijke naam van deze soort werd voor het eerst geldig gepubliceerd in 1878 door Butler.
De soort komt voor in tropisch Afrika.